# Dam Vitzthum von Eckstedt

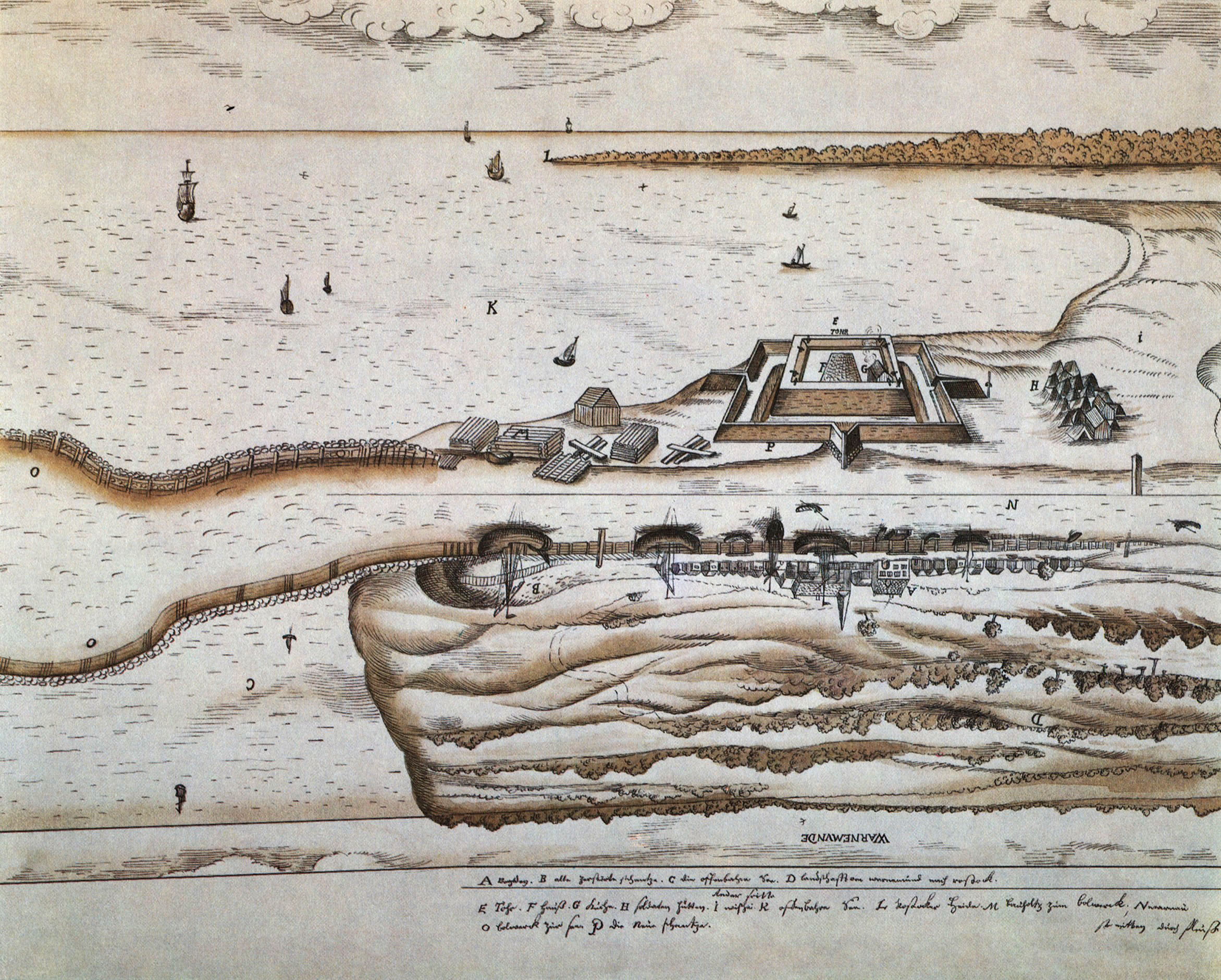
Die Warnemünder Schanze

Dam(ian) Vitzthum von Eckstedt (* 10. September 1595; † 12. März 1638) war ein kursächsischer Generalmajor.
Er stammte aus dem Adelsgeschlecht Vitzthum von Eckstedt und war der vierte Sohn des Georg Vitzthum von Eckstedt auf Kannawurf. Seine älteren Brüder waren der Domherr Johann Georg Vitzthum von Eckstedt und der Obrist Christian Vitzthum von Eckstedt.
Dam nahm 1631 am Feldzug nach Böhmen teil. Am 15. Juni 1631 musste seine Truppe in Elbogen vor Feldmarschall Heinrich von Holk kapitulieren. Nach der Eroberung Magdeburgs wurde er dort Kommandant. Beim Kampf um die Warnemünder Schanze wurde er 1638 tödlich verletzt.
1632 wurde er Mitglied Nr. 312 der „Fruchtbringenden Gesellschaft“ als „der Abhelfende“. Er war seit dem 7. Februar 1631 mit Ilse Elisabeth Heidewig von Münchhausen (* 3. Dezember 1593; † 9. Februar 1635) verheiratet.